# ۲۴ دلو
۲۴ دلو یک ستاره است که در صورت فلکی دلو قرار دارد.